# 大日本帝国の化学兵器
大日本帝国の化学兵器（だいにほんていこくのかがくへいき）について解説する。

## 概要
第一次世界大戦における大規模な化学兵器の実戦使用を受け、1925年のジュネーヴ議定書では戦争時における化学兵器の使用禁止が宣言されたが、開発・生産・貯蔵といった行為は禁止項目ではなかった。そのために化学兵器の開発や生産が米国やソ連、日本などによって行われていた。とくに第二次世界大戦後は、米ソの冷戦の激化にともない、大量の化学兵器が両国によって開発・生産・貯蔵される状態が続いた。
大日本帝国陸軍は化学兵器の装備化を図る目的で1914年に研究を開始し、1919年、陸軍科学研究所で開発が開始された。1929年には大久野島の陸軍造兵廠忠海製造所で毒ガス製造が開始された。
1933年の国際連盟脱退などの日本外交により、1936年にワシントン海軍軍縮条約が廃棄され、諸先進国が軍事拡張競争に入り、陸軍は1937年7月には日中戦争を引き起こし、8月には関東軍技術部化学兵器班が創設された。まず催涙剤（みどり剤）を使用し、その後、くしゃみ剤（あか剤）、びらん剤（きい剤）を使用したとされる。
1939年には満洲関東軍516部隊が分離して独立し、中国大陸での化学戦研究が行われた。ただ神経ガスは保有しておらず、化学戦能力自体は高くなかったとの評価もある。
大日本帝国海軍では相模海軍工廠において化学兵器を製造していた。陸軍はビルマの戦いにおいて、青酸等を使用した戦車投擲用のちび弾を使用した。アメリカからは化学兵器使用に関する報復の警告が行われたが、化学兵器自体の製造や保管は続けられ、黒竜江省牡丹江の第3637部隊などが化学兵器の貯蔵を行っていた。
終戦後、こうした化学兵器は連合国に引渡された。

## 一覧
大日本帝国陸軍では、化学兵器の名称を色で区分していた。大日本帝国海軍においては、1号特薬から4号特薬との名称を付与していた。これらはガラス瓶や航空爆弾に封入されて使用された。
- ちび弾
- あを剤 - 窒息剤
  - あを一号（ホスゲン）
- きい剤 - びらん剤
  - きい一号（イペリット、マスタードガス）
    - きい一号甲 - ドイツ式製造法によるもの
    - きい一号乙 - フランス式製造法によるもの
    - きい一号丙 - 不凍性イペリット

  - きい二号（ルイサイト）
- みどり剤 - 催涙剤
  - みどり一号
  - みどり二号
- あか剤 - くしゃみ剤
  - あか一号
- ちゃ剤 - 血液剤
  - ちゃ一号
- しろ剤 - 発煙剤
  - しろ一号

## 遺棄化学兵器問題
1993年に化学兵器禁止条約が発効し、化学兵器は開発や貯蔵も禁止されるようになり、中国に遺棄された化学兵器の問題が顕在化し、中国大陸においては、1999年代より遺棄化学の処理作業が行われている。
1999年3月19日、「遺棄化学兵器問題に対する取組について」が閣議決定され、北京において「中国における日本の遺棄化学兵器の廃棄に関する覚書」を締結した、日本側の内閣府遺棄化学兵器処理担当室が設置された。
2000年9月、黒竜江省北安市で第1回第1回発掘・回収事業が開始し、それ以来江蘇省南京市、ハルバ嶺、湖北省武漢市、黒竜江省ハルビン市で発掘・回収が行われ、2022年末までに98,293発が回収された。そのうち6割は廃棄処理が完了している。
中国では2000年1月に外交部に「日本遺棄化学兵器問題処理弁公室」が設置され、2012年には国防部外事弁公室も加わり、日本側の担当室と協力して事業が進められている。